# Tschick (Film)
Tschick ist ein deutscher Spielfilm von Fatih Akin aus dem Jahr 2016. Die Verfilmung des gleichnamigen Romans von Wolfgang Herrndorf erzählt von zwei jugendlichen Außenseitern aus Berlin (dargestellt von Tristan Göbel und Anand Batbileg), die sich zu Beginn der Sommerferien in einem gestohlenen Auto quer durch den Osten Deutschlands in Richtung Walachei auf den Weg machen.
Tschick wurde am 12. September 2016 im Berliner Kino International uraufgeführt, während der deutsche Kinostart am 15. September 2016 erfolgte.

## Handlung
Der 14-jährige Maik Klingenberg, genannt „Psycho“, gilt in seiner Klasse als unzugänglicher Eigenbrötler, er selbst sieht sich als uninteressanten Langweiler. Er stammt aus einem scheinbar gutsituierten, aber insgeheim zerrütteten und insolventen Elternhaus in Marzahn. Seine Mutter ist alkoholabhängig und lässt sich zu Ferienbeginn in eine Entzugsklinik einweisen. Maiks Vater, ein verschuldeter Immobilienmakler, verbringt die Strohwitwerzeit mit seiner jungen Assistentin und lässt Maik für zwei Wochen mit 200 € Taschengeld allein in der Villa zurück.
Dass Maik fast als einziger nicht zur Geburtstagsparty seiner attraktiven und beliebten Klassenkameradin Tatjana eingeladen ist, schmerzt ihn besonders, da er heimlich in sie verliebt ist und ihr bereits in tagelanger Arbeit ein Porträt als Geburtstagsgeschenk gezeichnet hat. Der andere nicht eingeladene Junge ist der gleichaltrige neue russlanddeutsche Mitschüler Andrej Tschichatschow, genannt „Tschick“. Er wirkt wie ein brutaler Schläger, trinkt Wodka, verhält sich in jeder Hinsicht respektlos und wird in der Schule von allen gemieden.
Als Maik selbstmitleidig am Pool sitzt, erscheint Tschick mit einem „geliehenen“ Lada Niva, und bringt Maik dazu, ihm seinen Frust zu erzählen. Gemeinsam beschließen sie, uneingeladen zu Tatjanas Party zu fahren, ihr das Geschenk zu übergeben und gleich wieder zu gehen. Das bringt Maik in Hochstimmung, so dass er spontan auf Tschicks Vorschlag eingeht, gleich weiter mit dem Auto in die Walachei zu fahren und dort Tschicks Großvater zu besuchen.
Dieses Unternehmen entwickelt sich zu einer abenteuerlichen Fahrt quer durch Ostdeutschland. Nachdem Maiks Handy von Tschick aus dem Wagen geworfen wurde, haben sie keinerlei Orientierung, aber Tschick ist sich sicher, dass sie einfach immer nach Süden müssen. Im Wagen finden sie eine Kompaktkassette von Richard Clayderman und lassen mehrmals im Film das Instrumentalstück Ballade pour Adeline laufen, das Maik überraschend gut gefällt. Sie unternehmen einige verrückte Aktionen und begegnen seltsamen Menschen wie einer Gruppe von Adeligen auf Fahrrädern, einer freundlichen kinderreichen Familie, die sie zum Essen einlädt, und einem misstrauischen Dorfpolizisten, dem sie nur getrennt entkommen, wonach sie sich jedoch wiederfinden. Einmal liegen sie abends im Freien, blicken in den sternübersäten Himmel und malen sich aus, dass dort irgendwo zwei jugendliche Aliens einen Helikopter gestohlen haben, nun in Richtung Erde blicken und sich vorstellen, dort hätten zwei Jungen einen Lada gestohlen. 
Als sie auf einer Müllkippe nach einem Schlauch suchen, um Treibstoff zu stehlen, treffen sie auf die verwahrloste Jugendliche Isa, die offenbar dort lebt und sie zunächst beschimpft, sich ihnen aber dann anschließt. Das vollkommen verdreckte Mädchen wird bei nächster Gelegenheit von Tschick in einen See gestoßen. Dann lässt sie sich von Maik ihr überlanges Haar schneiden und fragt ihn dabei vorsichtig, ob er mit ihr schlafen möchte, was Maik, sexuell noch unerfahren, verlegen wegschiebt, doch hat er sich offensichtlich auch in sie verliebt. Isa verlässt die Jungen an einem Touristenparkplatz, um mit einem Fernbus nach Prag zu ihrer Halbschwester zu fahren. Zum Abschied küsst sie Maik.
Später verletzt sich Tschick auf einem Schleichweg am Fuß und Maik muss ohne jede Erfahrung das Steuer übernehmen. Die Fahrt endet auf der Autobahn in einem Unfall mit einem umkippenden Viehtransporter. Tschick humpelt davon, um nicht in ein Heim eingewiesen zu werden, während Maik blutüberströmt zusammenbricht (diese kurze Szene wird als Intro bereits vorweggenommen).
Aus dem Krankenhaus entlassen, muss Maik sich vor Gericht verantworten, wobei er entgegen der Darstellung seiner Verteidigerin, die alle Schuld auf Tschick schiebt, die illegale Fahrt wahrheitsgemäß als einvernehmliche Unternehmung darstellt und sogar eine Mitschuld am Autodiebstahl auf sich nimmt. Sein Vater verliert darüber so die Fassung, dass er Maik beim Verlassen des Gerichts einen Faustschlag ins Gesicht versetzt, die Familie verlässt und mit seiner Affäre lebt. Übermütig versenken die Mutter und Maik ihr Hausinventar im eigenen Swimmingpool und vergessen ihre zahlreichen Sorgen über der Gewissheit, dass sie einander haben und lieben. Als Strafe muss Maik Sozialstunden ableisten.
Vor dem ersten Schultag nach den Ferien wird Maik von der Polizei aufgesammelt und erfährt, dass Tschick erneut einen Lada gestohlen und zu Schrott gefahren hat. Maik erwidert wahrheitsgemäß, dass er damit nichts zu tun habe und auch nichts über Tschicks Aufenthaltsort sagen könne. Für sich deutet er das Ereignis als Gruß von Tschick. Als Maik vor der Schule aus dem Polizeiwagen steigt, die Unfallspuren noch im Gesicht, hat er plötzlich den Respekt aller Mitschüler. Auch Tatjana interessiert sich nun für ihn, was er jedoch nicht erwidert. Er hat auf dem Abenteuer Selbstvertrauen gefunden und sein Selbstbild als Langweiler abgelegt, er vermisst seine Freunde Tschick und Isa und tröstet sich damit, dass sie ein Wiedersehen in 50 Jahren verabredet haben.
Im Abspann werden Tschicks Erlebnisse nach dem Unfall in Cartoon-Optik dargestellt: Er schlägt sich auf eine Landstraße durch, hält dort einen BMW an und wird zu einem Krankenhaus gebracht, aus dem er nach kurzer Behandlung seiner polizeilichen Bewachung entkommt, bis er schließlich mit dem gegenüber Maik erwähnten zweiten geklauten Lada seinen wiederholten Spruch „ohne Sinn!“ mit Reifenspuren auf den Boden schreibt, bevor er ihn an die Wand fährt.

## Hintergrund
Fatih Akin bemühte sich bereits seit 2011 um eine Verfilmung von Tschick. Er war insbesondere an der Verfilmung der „Sternenszene“ aus dem Buch interessiert. Gleichzeitig waren aber noch zahlreiche weitere Filmemacher an den Filmrechten zum Bestseller interessiert, dazu kam Wolfgang Herrndorfs schwere Krebserkrankung und sein Suizid. Die Filmrechte gingen letztlich nicht an Akin, sondern an Produzent Marco Mehlitz und Regisseur David Wnendt. Zwischen ihnen kam es offensichtlich zu künstlerischen Differenzen und Wnendt schied im Sommer 2015 aus dem Projekt aus. Erst sieben Wochen vor Drehbeginn wurde Akin gefragt, ob er nicht doch die Regie übernehmen wolle: „Da habe ich natürlich Ja gesagt. Das war Schicksal. Ich habe mir das so gewünscht. Dann sollte es nicht so sein. Und am Ende doch.“
Wolfgang Herrndorf hatte vor seinem Tod 2013 Lars Hubrich mit der Anfertigung eines Drehbuchs beauftragt. Akin übernahm Hubrichs Drehbuch, gab ihm aber gemeinsam mit Hark Bohm noch den letzten Schliff. Bohm hatte 1976 mit Nordsee ist Mordsee einen Klassiker des deutschen Jugendfilms gedreht, der Tschick in der Handlung an einigen Stellen ähnelt und ebenfalls Schauspieler Uwe Bohm in der Besetzung hat. Daher wurde Akins Film auch als eine Hommage auf Nordsee ist Mordsee gesehen.
Für die Rolle des Russlanddeutschen Tschick suchte die Filmproduktionsfirma zunächst erfolglos in Russland und der Mongolei nach einem passenden Schauspieler. Letztlich wurde die mongolische Botschaft gebeten, einen passenden Jungschauspieler zu suchen. Anand Batbilegs Vater war Mitarbeiter der Botschaft und gab seinem Sohn den Aufrufszettel zum Casting. Der schickte ein kurzes Video, in dem er einige Szenen des Films nachspielte, und überzeugte. Auch bei der Rolle des Maik gab es Schwierigkeiten mit der Besetzung. Fatih Akin zeigte sich nach Übernahme der Regie mit dem ursprünglichen Kandidaten unzufrieden, erst eine Woche vor Drehbeginn fand er mit Tristan Göbel eine überzeugende Neubesetzung.

## Rezeption
Tschick wurde nach seiner Uraufführung fast ausschließlich Lob der Fachkritik zuteil. Der Film sei „das perfekte Roadmovie“ (Spiegel Online), „begeisternd“ (Der Tagesspiegel), „rasant, lustig und klug“ (Der Spiegel), „grandios“ (Hamburger Abendblatt) und „glaubwürdig“ (Die Zeit), behalte „stilsicher seinen Drive“ (Neue Zürcher Zeitung), sei eine „schlanke Verfilmung“ und ein eher „bescheidenes Projekt“ im Vergleich zum Vorgängerfilm Akins (Frankfurter Allgemeine Zeitung). Alles „Wesentliche“ aus dem Roman sei „enthalten“ (Süddeutsche Zeitung), das „Lebensgefühl“, das die literarische Vorlage vermittelte, sei getroffen (Frankfurter Rundschau).
Eine der wenigen kritischen Stimmen kam von Claudius Prößer (Die Tageszeitung). Tschick sei „kein guter […], sondern allerhöchstens ein ziemlich mittelprächtiger“ Film; Akin inszeniere „die Geschichte mit den Mitteln eines x-beliebigen deutschen Jugendfilms“. Neben der Kameraarbeit kritisierte Prößer die Hauptdarsteller, die „die Verwahrlosung“ der Figuren „mühsam spielen“ würden, da ihnen eigene entsprechende Erfahrung fehle.
Der Film stand acht Wochen lang auf Platz 1 der deutschen Arthouse-Charts.

## Auszeichnungen
- Bayerischer Filmpreis 2017: Bester Jugendfilm
- Deutscher Filmpreis 2017: Nominierungen in den Kategorien Bester Spielfilm, Beste Kamera (Rainer Klausmann), Bester Schnitt (Andrew Bird) und Beste Tongestaltung (Kai Tebbel, Kai Lüde und Lars Ginzel)
- Deutscher Schauspielpreis 2017: Nominierung für den Nachwuchspreis (Mercedes Müller)
- Europäischer Filmpreis 2017: Publikumspreis – Bester Kinderfilm
- New Faces Award 2017: Spezialpreis (Anand Batbileg und Tristan Göbel)
- Preis der deutschen Filmkritik 2017: Nominierung in der Kategorie Bester Darsteller (Anand Batbileg, Tristan Göbel)
- Zlín Film Festival 2017: Hauptpreis der Jugendjury
- Die Deutsche Film- und Medienbewertung FBW in Wiesbaden verlieh dem Film das Prädikat besonders wertvoll.